# La Tour-de-Peilz
La Tour-de-Peilz – miasto i gmina (commune) w zachodniej Szwajcarii, w kantonie Vaud, w okręgu (district) Riviera-Pays-d’Enhaut. Leży nad Jeziorem Genewskim.

## Demografia
W La Tour-de-Peilz mieszkają 12 382 osoby. W 2021 roku 29,8% populacji gminy stanowiły osoby urodzone poza Szwajcarią.

## Osoby

### związane z miastem
- Gustave Courbet, francuski malarz, zmarł tutaj w 1877 r.
- Adalbert von Preußen, pruski książę, mieszkał tutaj i zmarł w 1948 r.

## Współpraca
Miejscowość partnerska:
- Ornans, Francja

## Transport
Przez teren miasta przebiega droga główna nr 9. 